# Canthon championi
Canthon championi là một loài bọ cánh cứng trong họ Bọ hung (Scarabaeidae).